# هيلين دونبار
هيلين دونبار (بالإنجليزية: Helen Dunbar)‏ هي ممثلة أمريكية، ولدت في 10 أكتوبر 1863 في فيلادلفيا في الولايات المتحدة، وتوفيت في 28 أغسطس 1933 في لوس أنجلوس في الولايات المتحدة بسبب التهاب المفاصل.

## أعمال

### أفلام
- (1922) خلف الصخور

## وصلات خارجية
- هيلين دونبار على موقع IMDb (الإنجليزية)
- هيلين دونبار على موقع قاعدة بيانات برودواي على الإنترنت (الإنجليزية)
- هيلين دونبار على موقع قاعدة بيانات الفيلم (الإنجليزية)